# Monocelis lineata
Monocelis lineata är en plattmaskart som först beskrevs av Müller 1774, och fick sitt nu gällande namn av Ehrenberg 1831. Monocelis lineata ingår i släktet Monocelis och familjen Monocelididae. Arten är reproducerande i Sverige. Inga underarter finns listade i Catalogue of Life.